# Каїрська опера
Каїрська опера (араб. دار الأوبرا المصرية, Dār el-Obra el-Masreyya, буквально: «Єгипетський будинок опери»; англ. The Cairo Opera House) — оперний театр у столиці Єгипту місті Каїрі, основна складова Каїрського Національного культурного центру (Cairo National Cultural Center, підпорядкований напряму Мінкультури Єгипту), головна концертна і театральна сцена країни, штаб-квартира головних музичних колективів Єгипту.
Каїрська опера є одним із 6 оперних театрів у Африці, це — найбільша і найуславленіша опера з найкращими сценами та наймасштабнішими творчими проектами не лише в Єгипті, а й у Африці в цілому та на всьому Близькому Сході.

## Загальна інформація

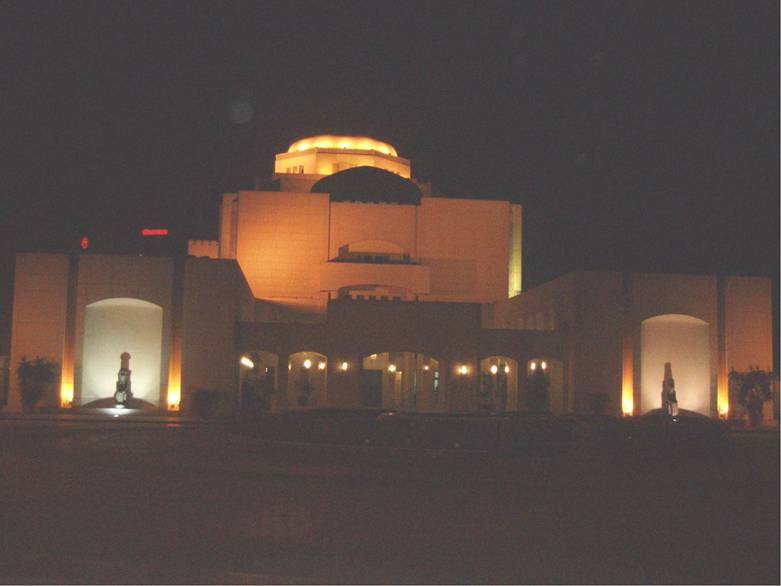
Каїрська опера уночі

Каїрська опера розташована на південному окраї острову Гезіра (відомий як найпрестижніший міський район Замалек) у розкішному приміщенні, спроектованому (разом із забудовою навколишнього простору) спільно з Японським агентством співпраці (the Japan International Cooperation Agency). Зовні будівля є в цілому постмодерністською зі значним використанням елементів ісламської архітектури, у інтер'єрах же приміщення — чимало від стилю давньоєгипетських фараонів і навіть бароко.
Каїрський оперний театр є основною складовою Каїрського Національного культурного центру (Cairo National Cultural Center, підпорядкований напряму Мінкультури Єгипту) і основним призначенням його є як розвиток класичних і сучасних єгипетських театру, музики та танцю, так і дбайливе збереження й популяризація традиційного арабського мистецтва.
Каїрська опера має 3 глядацькі зали (2 основні й 1-ну допоміжну):
- головна зала (у центральному приміщенні) — чотирирівнева, на 1 200 — 1 300 місць, включаючи з оркестровою ямою, трьома ярусами та президентською ложею. Використовується для великих театральних і балетних постановок, музичних концертів;
- мала зала — розрахована на 500 місць, однорівнева. Використовується для музичних і урочистих заходів, а також як доволі велика зала для прийомів;
- театр просто неба — здатний розмістити до 1-ї тисячі глядачів.

Квитки на заходи Каїрської опери, в першу чергу, труп, розміщених у театрі, є порівняно недорогими (по відношенню до західно-європейських театрів). На виступи місцевих колективів квитки можна придбати безпосередньо перед їхнім початком, на вистави і концерти гастролерів — лише завчасно. На вечірні вистави та концерти у великій (основній) залі чоловіки допускаються виключно в піджаках (костюмах) і з краваткою.

## З історії театру
Каїрський оперний театр є найдавнішою оперою Африки та Близького Сходу, адже є продовжувачем найкращих традицій Хедивової опери (англ. Khedivial Opera House). 

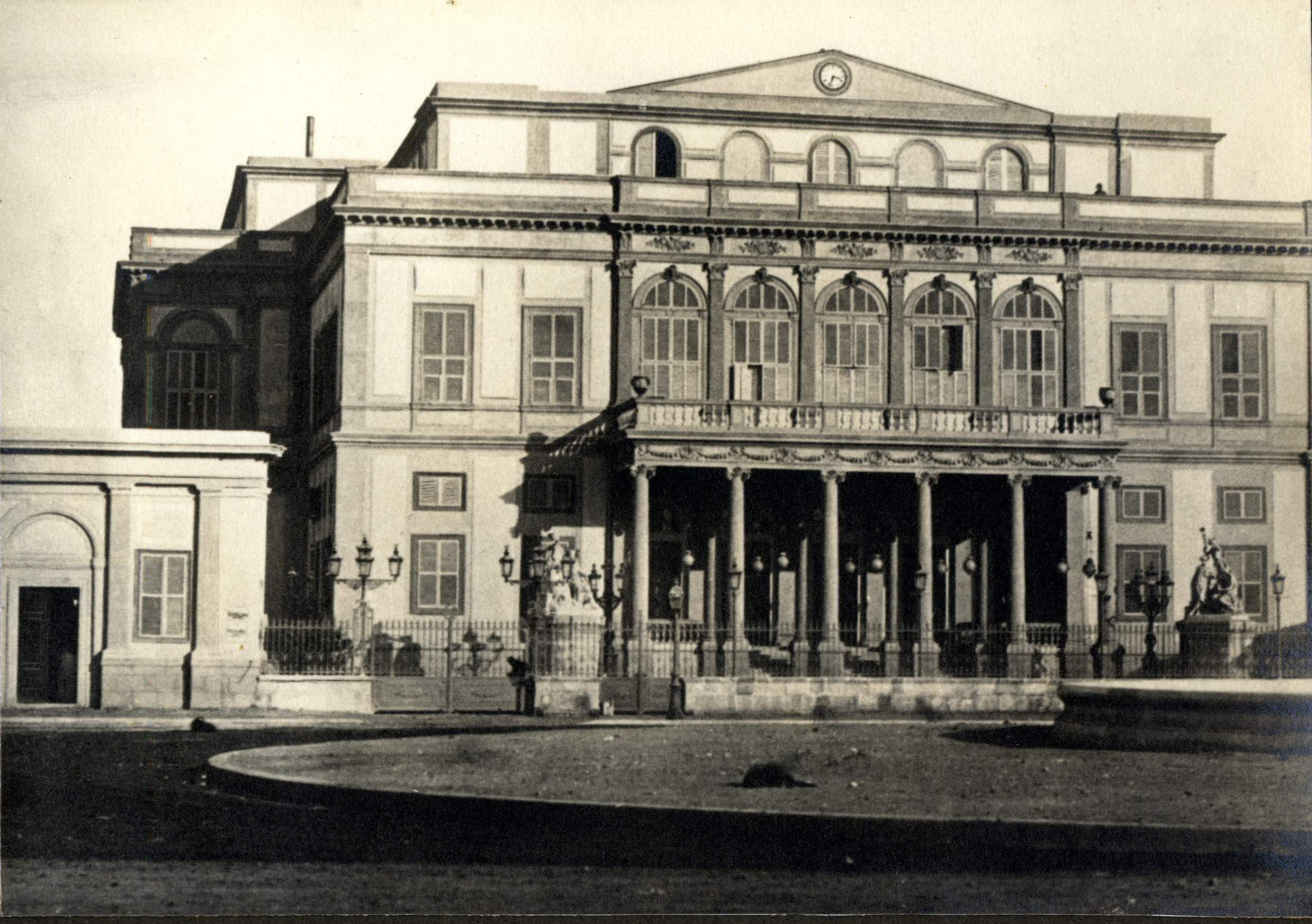
Хедивова опера, 1869

1869 року хедив Ісмаїл-паша звелів збудувати будівлю оперного театру у рамках численних заходів, присвячених відкриттю Суецького каналу. Його було названо Хедивовою (королівським) оперою, і вона мала стати загальнонаціональним осередком розвитку мистецтва. Будівлю спроектували італійські архітектори Авоскані (Avoscani) та Россі (Rossi), а саме́ будівництво тривало півроку. 
Дивіться основну статтю: Хедивова опера.
Хедивова опера відкрилась постановкою Ріголетто Джузеппе Верді. А вже за два роки са́ме в Каїрській опері відбулася прем'єра шедевральної опери Верді, написаної за замовленням хедива, з єгипетським сюжетом «Аїда». Твір мав колосальний успіх, і відтоді увійшов у репертуар величезного числа опер по всьому світу, в т.ч. і Київської (в Україні ж «Аїда» вперше прозвучала на початку 1880-х років у виконанні італійських труп в Одесі, Києві та Харкові). Хедовова опера стала «піонером» у постановці найвідоміших світових опер і виконання наславетніших симфонічних творів на Африканському континенті.
Трохи більше ніж за століття від створення Хедивова опера зазнала жахливої трагедії — рано-вранці 28 жовтня 1971 року приміщення опери згоріло вщент у пожежі, що стало непоправним ударом по єгипетській культурі.
Після візиту Президента Єгипту Хосні Мубарака до Японії в квітні 1983 року, було ухвалено дуже оригінальне й унікальне у своєму роді рішення — участь у розробці проекту, а також у фінансуванні зведення нової будівлі Каїрської опери стане подарунком японської нації народу Єгипту. Роботи зі зведення Каїрської опери розпочалися у травні 1985 року й тривали 34 місяці — до березня 1988 року.
10 жовтня 1988 року Президент Мубарак і Його Високість японський Принц Томохіто, молодший брат імператора, взяли участь в урочистому відкритті Каїрського Національного культурного центру і, зокрема, Каїрської опери.
Відтоді Каїрська опера лишається провідною оперною сценою й значним культурним осередком держави, континенту й світу в ціло́му.

## Структура і репертуар
Каїрська опера є штаб-квартирою головних творчих колективів Єгипту:
- Каїрський симфонічний орекстр (Cairo Symphony Orchestra);
- Каїрська оперна трупа (Cairo Opera Company);
- Балетна трупа Каїрської опери (Cairo Opera Ballet Company);
- Ансамбль арабської народної музики (National Arab Music Ensemble);
- Трупа Абдель Галіма Нувери (Abdel Halim Nowera Company);
- Оркестр Каїрської опери (Cairo Opera Orchestra);
- Каїрський театр сучасного танцю (Cairo Modern Dance Theater);
- Ансамбль арабської музичної спадщини (Heritage Ensemble for Arab Music);
- Ансамбль релігійних співів (Religious Song Ensemble);
- Хор Каїрської опери (Cairo Opera Choir);
- Дитячий хор Каїрської опери (Cairo Opera Children's Choir).

У каїрському оперному театрі відбуваються найрізноманітніші культурні події — від суто мистецьких до урочистих державного значення.
Репертуар постійних творчих колективів Опкри становлять концерти, театральні і балетні постановки — твори світової та національної класики, сучасні обробки класичних творів, постановки талановитих режисерів, як місцевих, так і закордонних. На головній і допоміжних сценах театру нерідко відбуваються тематичні й урочисті вечори, спеціальні культурні заходи, в т.ч. і на постійній основі (як, наприклад, Каїрський Міжнародний кінофестиваль / англ. Cairo International Film Festival).
По суботах (за усталеною традицією) концерти класичної музики дає Каїрський симфонічний орекстр.
Подеколи Каїрська опера приймає фольклорні, джазові, естрадні та концерти інших напрямків музики. Тут нерідкими є виступи гастролерів, зокрема, і всесвітньо відомих театральних і музичних колективів та окремих виконавців, в т.ч. і поп-зірок.

## Цікаве про Каїрську оперу
- Однією з найвидовищніших постановок Каїрської опери (і справжньою візитівкою театру й єгипетського театру в цілому) є вистава ««Аїда»». Власне прем'єра цієї опери відбулася саме в Каїрському оперному театрі (тоді Хедивовій опері) — 24 грудня 1871 року. Особливого шику й надзвичайної видовищності опера досягає, коли її грають не в приміщенні театру, а біля пірамід у Гізі — таке надзвичайне шоу час від часу практикує колектив Каїрської опери, і воно є одним з найвідоміших у світі (зокрема, його було використано у 10-му фільмі Бондіани «Шпигун, який мене кохав», 1977). Не менш захоплюючою є історія створення самої опери. Адже хедив Ісмаїл-паша замовив оперу на єгипетську тематику, й її сюжет створив відомий археолог О. Маріетт, на основі якої писав лібретто Антоніо Ґісланцоні (Antonio Ghislanzoni), а вже надзвичайну музику створив великий італієць Джузеппе Верді. Однак ані на церемонію відкриття Суецького каналу, ані на відкриття Хедивової опери, твір не був готовий, і відповідно не виконувався, попри хибний стереотип щодо опери, що вкорінився і подеколи тиражується у літературі[6].
- Говорячи про Каїрську оперу, чимало буде в її історії фактів — унікальних або новацій, тобто таких, наприклад, чим заклад вирізняється з-поміж інших або таких подій чи вистав, що були виконані або поставлені вперше (у Єгипті, Африці, арабських країнах). Серед інших, приміром, — са́ме в Каїрській опері фактично відразу після її відкриття вперше в Африці та усьому Арабському світі відбулася вистава з танцями та співом традиційного японського театру кабукі (на відзначення участі японської сторони у зведенні комплексу культурного центру)[7], а у січні 2007 року, визнаючи заслуги Каїрської опери, свій перший виступ у країнах Близького Сходу та Африки тут дав Британський Лондонський Королівський Філармонічний оркестр (Royal Philharmonic Orchestra)[8].
- Із розпадом СРСР та економічними труднощами й занедбанням культури на пострадянському просторі у 1990—2000-ні рр., чимало фахівців, в т.ч. і культурних діячів, почали виїжджати на роботу закордон. Са́ме тому в Каїрській опері у теперішній час (кін. 2000-х) є танцори балетної трупи — громадяни України та Росії, що працюють тут за контрактом[9].

## Виноски
1. ↑  Каїрська опера [Архівовано 11 Січня 2010 у Wayback Machine.] на Каїрські пам'ятки і старожитності на www.touregypt.net [Архівовано 23 Березня 2009 у Wayback Machine.] (англ.)
2. ↑  Каїрська опера на www.egyptguide.net. Архів оригіналу за 24 Листопада 2009. Процитовано 10 Грудня 2009. Каїрська опера на www.egyptguide.net (англ.)
3. ↑  Каїрська опера на www.nileguide.com [Архівовано 24 Листопада 2009 у Wayback Machine.] (англ.)
4. ↑  Про оперу «Аїда» Дж. Верді [Архівовано 9 грудня 2009 у Wayback Machine.] на Офіційна вебсторінка Національної опери України імені Тараса Шевченка [Архівовано 2012-09-20 у Wayback Machine.]
5. ↑  Офіційна вебсторінка Каїрського Міжнародного кінофестивалю. Архів оригіналу за 25 травня 2010. Процитовано 10 грудня 2009.
6. ↑  Аїда у Гізі на www.guides.hotelbook.com[недоступне посилання з липня 2019]
7. ↑  Про Каїрську оперу [Архівовано 17 березня 2013 у Wayback Machine.] на Офіційна вебсторінка театру [Архівовано 5 січня 2010 у Wayback Machine.] (англ.)
8. ↑  див. тут. Архів оригіналу за 13 лютого 2007. Процитовано 10 грудня 2009.
9. ↑  Каїрська опера на www.active.egypt-obnovlenie.ru [Архівовано 16 червня 2008 у Wayback Machine.] (рос.)